# Vaahteraliiga 2023
Die Vaahteraliiga 2023 ist die 45. Saison der Vaahteraliiga, der höchsten finnischen Spielklasse in der Sportart American Football.  Sie begann am 11. Mai und wurde am 9. September mit dem Vaahteramalja XLIV (international auch Maple Bowl XLIV) beschlossen. Meister wurde Porvoo Butchers.

## Teilnehmer und Modus
Die sieben Teams bestreiten ein doppeltes Jeder-gegen-jeden-Turnier mit Hin- und Rückspiel.  Die besten vier Teams dieser erreichen die Play-offs, in denen sie den finnischen Meister ermitteln.
| Team                     | Heimatstadt | Heimstadion            |
| ------------------------ | ----------- | ---------------------- |
| Helsinki Roosters        | Helsinki    | Helsingin Velodromi    |
| Helsinki Wolverines      | Helsinki    | Helsingin Velodromi    |
| Kuopio Steelers          | Kuopio      | Väinölänniemen stadion |
| Porvoo Butchers          | Porvoo      | Porvoon keskuskenttä   |
| Seinäjoki Crocodiles     | Seinäjoki   | Seinäjoen keskuskenttä |
| United Newland Crusaders | Hanko/Lohja | Harjun urheilukenttä   |
| Wasa Royals              | Vaasa       |                        |

## Reguläre Saison

### Spielplan
| Spieltag 1   | Spieltag 1           | Spieltag 1 | Spieltag 1               | Spieltag 1 |
| Datum        | Heimteam             | Ergebnis   | Auswärtsteam             |            |
| ------------ | -------------------- | ---------- | ------------------------ | ---------- |
| 11. Mai 2023 | Seinäjoki Crocodiles | 35:13      | Wasa Royals              |            |
| 12. Mai 2023 | Helsinki Wolverines  | 06:35      | United Newland Crusaders |            |
| 13. Mai 2023 | Helsinki Roosters    | 27:35      | Kuopio Steelers          |            |

| Spieltag 2   | Spieltag 2          | Spieltag 2 | Spieltag 2           | Spieltag 2 |
| Datum        | Heimteam            | Ergebnis   | Auswärtsteam         |            |
| ------------ | ------------------- | ---------- | -------------------- | ---------- |
| 18. Mai 2023 | Helsinki Wolverines | 00:45      | Kuopio Steelers      |            |
| 19. Mai 2023 | Helsinki Roosters   | 14:21      | Seinäjoki Crocodiles |            |
| 20. Mai 2023 | Porvoo Butchers     | 14:35      | Wasa Royals          |            |

| Spieltag 3   | Spieltag 3          | Spieltag 3 | Spieltag 3               | Spieltag 3 |
| Datum        | Heimteam            | Ergebnis   | Auswärtsteam             |            |
| ------------ | ------------------- | ---------- | ------------------------ | ---------- |
| 25. Mai 2023 | Porvoo Butchers     | 42:21      | United Newland Crusaders |            |
| 26. Mai 2023 | Helsinki Wolverines | 00:68      | Helsinki Roosters        |            |
| 27. Mai 2023 | Kuopio Steelers     | 14:24      | Seinäjoki Crocodiles     |            |

| Spieltag 4   | Spieltag 4           | Spieltag 4 | Spieltag 4               | Spieltag 4 |
| Datum        | Heimteam             | Ergebnis   | Auswärtsteam             |            |
| ------------ | -------------------- | ---------- | ------------------------ | ---------- |
| 1. Juni 2023 | Wasa Royals          | verlegt    | Helsinki Roosters        |            |
| 2. Juni 2023 | Kuopio Steelers      | 13:70      | United Newland Crusaders |            |
| 4. Juni 2023 | Seinäjoki Crocodiles | 31:60      | Porvoo Butchers          |            |

| Spieltag 5    | Spieltag 5               | Spieltag 5 | Spieltag 5           | Spieltag 5 |
| Datum         | Heimteam                 | Ergebnis   | Auswärtsteam         |            |
| ------------- | ------------------------ | ---------- | -------------------- | ---------- |
| 9. Juni 2023  | Wasa Royals              | 40:21      | Helsinki Wolverines  |            |
| 10. Juni 2023 | Porvoo Butchers          | 24:60      | Kuopio Steelers      |            |
| 11. Juni 2023 | United Newland Crusaders | 34:42      | Seinäjoki Crocodiles |            |

| Spieltag 6    | Spieltag 6               | Spieltag 6 | Spieltag 6          | Spieltag 6 |
| Datum         | Heimteam                 | Ergebnis   | Auswärtsteam        |            |
| ------------- | ------------------------ | ---------- | ------------------- | ---------- |
| 15. Juni 2023 | Helsinki Roosters        | 20:43      | Porvoo Butchers     |            |
| 16. Juni 2023 | Seinäjoki Crocodiles     | 69:00      | Helsinki Wolverines |            |
| 17. Juni 2023 | United Newland Crusaders | 42:35      | Wasa Royals         |            |

| Spieltag 7    | Spieltag 7        | Spieltag 7 | Spieltag 7               | Spieltag 7 |
| Datum         | Heimteam          | Ergebnis   | Auswärtsteam             |            |
| ------------- | ----------------- | ---------- | ------------------------ | ---------- |
| 29. Juni 2023 | Porvoo Butchers   | 55:70      | Helsinki Wolverines      |            |
| 30. Juni 2023 | Helsinki Roosters | 28:29      | United Newland Crusaders |            |
| 1. Juli 2023  | Wasa Royals       | 21:24      | Kuopio Steelers          |            |

| Nachholspiel von Spieltag 4 | Nachholspiel von Spieltag 4 | Nachholspiel von Spieltag 4 | Nachholspiel von Spieltag 4 | Nachholspiel von Spieltag 4 |
| Datum                       | Heimteam                    | Ergebnis                    | Auswärtsteam                |                             |
| --------------------------- | --------------------------- | --------------------------- | --------------------------- | --------------------------- |
| 5. Juli 2023                | Wasa Royals                 | 28:43                       | Helsinki Roosters           |                             |

| Spieltag 8   | Spieltag 8           | Spieltag 8 | Spieltag 8               | Spieltag 8 |
| Datum        | Heimteam             | Ergebnis   | Auswärtsteam             |            |
| ------------ | -------------------- | ---------- | ------------------------ | ---------- |
| 6. Juli 2023 | Kuopio Steelers      | 34:37      | Porvoo Butchers          |            |
| 7. Juli 2023 | Seinäjoki Crocodiles | 38:35      | United Newland Crusaders |            |
| 8. Juli 2023 | Helsinki Wolverines  | 00:46      | Wasa Royals              |            |

| Spieltag 9    | Spieltag 9               | Spieltag 9 | Spieltag 9           | Spieltag 9 |
| Datum         | Heimteam                 | Ergebnis   | Auswärtsteam         |            |
| ------------- | ------------------------ | ---------- | -------------------- | ---------- |
| 13. Juli 2023 | Helsinki Roosters        | 55:27      | Wasa Royals          |            |
| 14. Juli 2023 | United Newland Crusaders | 41:45      | Kuopio Steelers      |            |
| 16. Juli 2023 | Porvoo Butchers          | 21:28      | Seinäjoki Crocodiles |            |

| Spieltag 10   | Spieltag 10              | Spieltag 10 | Spieltag 10       | Spieltag 10 |
| Datum         | Heimteam                 | Ergebnis    | Auswärtsteam      |             |
| ------------- | ------------------------ | ----------- | ----------------- | ----------- |
| 20. Juli 2023 | United Newland Crusaders | 07:49       | Helsinki Roosters |             |
| 21. Juli 2023 | Helsinki Wolverines      | 12:61       | Porvoo Butchers   |             |
| 22. Juli 2023 | Kuopio Steelers          | 18:28       | Wasa Royals       |             |

| Spieltag 11   | Spieltag 11         | Spieltag 11 | Spieltag 11              | Spieltag 11 |
| Datum         | Heimteam            | Ergebnis    | Auswärtsteam             |             |
| ------------- | ------------------- | ----------- | ------------------------ | ----------- |
| 27. Juli 2023 | Porvoo Butchers     | 32:31       | Helsinki Roosters        |             |
| 28. Juli 2023 | Wasa Royals         | 39:22       | United Newland Crusaders |             |
| 29. Juli 2023 | Helsinki Wolverines | 00:68       | Seinäjoki Crocodiles     |             |

| Spieltag 12     | Spieltag 12              | Spieltag 12 | Spieltag 12          | Spieltag 12 |
| Datum           | Heimteam                 | Ergebnis    | Auswärtsteam         |             |
| --------------- | ------------------------ | ----------- | -------------------- | ----------- |
| 10. August 2023 | United Newland Crusaders | 42:20       | Helsinki Wolverines  |             |
| 11. August 2023 | Wasa Royals              | 28:34       | Seinäjoki Crocodiles |             |
| 12. August 2023 | Kuopio Steelers          | 07:21       | Helsinki Roosters    |             |

| Spieltag 13     | Spieltag 13          | Spieltag 13 | Spieltag 13         | Spieltag 13 |
| Datum           | Heimteam             | Ergebnis    | Auswärtsteam        |             |
| --------------- | -------------------- | ----------- | ------------------- | ----------- |
| 17. August 2023 | Kuopio Steelers      | 67:00       | Helsinki Wolverines |             |
| 18. August 2023 | Seinäjoki Crocodiles | 31:38       | Helsinki Roosters   |             |
| 19. August 2023 | Wasa Royals          | 28:21       | Porvoo Butchers     |             |

| Spieltag 14     | Spieltag 14              | Spieltag 14 | Spieltag 14         | Spieltag 14 |
| Datum           | Heimteam                 | Ergebnis    | Auswärtsteam        |             |
| --------------- | ------------------------ | ----------- | ------------------- | ----------- |
| 24. August 2023 | Helsinki Roosters        | 42:00       | Helsinki Wolverines |             |
| 25. August 2023 | United Newland Crusaders | 44:55       | Porvoo Butchers     |             |
| 26. August 2023 | Seinäjoki Crocodiles     | 35:70       | Kuopio Steelers     |             |

### Tabelle
| Pl. | Team                     | Sp. | S  | U | N  | TD      | Diff. | Punkte | SQ    |
| --- | ------------------------ | --- | -- | - | -- | ------- | ----- | ------ | ----- |
| 1   | Seinäjoki Crocodiles     | 12  | 11 | 0 | 1  | 456:211 | +245  | 22     | 0,917 |
| 2   | Porvoo Butchers          | 12  | 8  | 0 | 4  | 411:297 | +114  | 16     | 0,667 |
| 3   | Helsinki Roosters        | 12  | 7  | 0 | 5  | 436:260 | +176  | 14     | 0,583 |
| 4   | Wasa Royals              | 12  | 6  | 0 | 6  | 369:329 | 0+40  | 12     | 0,500 |
| 5   | Kuopio Steelers          | 12  | 6  | 0 | 6  | 315:265 | 0+50  | 12     | 0,500 |
| 6   | United Newland Crusaders | 12  | 4  | 0 | 8  | 359:412 | 0−53  | 8      | 0,333 |
| 7   | Helsinki Wolverines      | 12  | 0  | 0 | 12 | 066:638 | −572  | 0      | 0,000 |

 Qualifikation für die Play-offs

## Play-offs
|  | Halbfinale | Halbfinale           | Halbfinale |  |  | Vaahteramalja XLIV | Vaahteramalja XLIV   | Vaahteramalja XLIV |
|  |            |                      |            |  |  |                    |                      |                    |
|  |            |                      |            |  |  |                    |                      |                    |
|  | 1          | Seinäjoki Crocodiles | 28         |  |  |                    |                      |                    |
|  | 4          | Wasa Royals          | 14         |  |  |                    |                      |                    |
|  |            |                      |            |  |  | 1                  | Seinäjoki Crocodiles | 7                  |
|  |            |                      |            |  |  | 2                  | Porvoo Butchers      | 27                 |
|  | 2          | Porvoo Butchers      | 24         |  |  |                    |                      |                    |
|  | 3          | Helsinki Roosters    | 14         |  |  |                    |                      |                    |
|  |            |                      |            |  |  |                    |                      |                    |

Quelle: jenkkifutis.fi

### Halbfinale
|                       |                              |  |                      |                           |             |  |                 |
|                       | Seinäjoki 2. September 15:00 |  | Seinäjoki Crocodiles | \| \| 28 : 14 \| \| \| \| | Wasa Royals |  | Wirokit Stadion |
| (7:0, 7:7, 14:7, 0:0) | Seinäjoki 2. September 15:00 |  | Seinäjoki Crocodiles |                           | Wasa Royals |  | Wirokit Stadion |
|                       | 28 : 14                      |  |                      |                           |             |  |                 |
|                       |                              |  |                      |                           |             |  |                 |

|                         |                           |  |                 |                           |                   |  |              |
|                         | Porvoo 3. September 13:30 |  | Porvoo Butchers | \| \| 24 : 14 \| \| \| \| | Helsinki Roosters |  | Keskuskentta |
| (0:14, 14:0, 0:0, 10:0) | Porvoo 3. September 13:30 |  | Porvoo Butchers |                           | Helsinki Roosters |  | Keskuskentta |
|                         | 24 : 14                   |  |                 |                           |                   |  |              |
|                         |                           |  |                 |                           |                   |  |              |

### Finale
|                       |                              |  | Vaahteramalja XLIV   |                          |                 |  |               |
|                       | Seinäjoki 9. September 15:00 |  | Seinäjoki Crocodiles | \| \| 7 : 27 \| \| \| \| | Porvoo Butchers |  | OmaSP Stadion |
| (0:0, 0:7, 7:7, 0:13) | Seinäjoki 9. September 15:00 |  | Seinäjoki Crocodiles |                          | Porvoo Butchers |  | OmaSP Stadion |
|                       | 7 : 27                       |  |                      |                          |                 |  |               |
|                       |                              |  |                      |                          |                 |  |               |